# Grandes Jorasses
Le Grandes Jorasses (pron. fr. AFI: [ɡʁɑ̃d ʒɔʁas]) sono un gruppo di cime granitiche che si trovano nella parte settentrionale del massiccio del Monte Bianco, sulla linea di frontiera tra Italia e Francia. Delimitate ad est dal Col des Hirondelles (3.480 m s.l.m.), e a nord-ovest dal Col des Grandes Jorasses (3.825 m), nel versante sud italiano sovrastano la Val Ferret in Valle d'Aosta, mentre nel versante nord francese si affacciano sul ghiacciaio di Leschaux. In particolare il versante nord è un'immensa parete granitica tra le più grandi delle Alpi (1.000 m di altezza per quasi 1.200 m di lunghezza), che negli anni trenta ha rappresentato uno degli "ultimi problemi delle Alpi".

## Toponimo

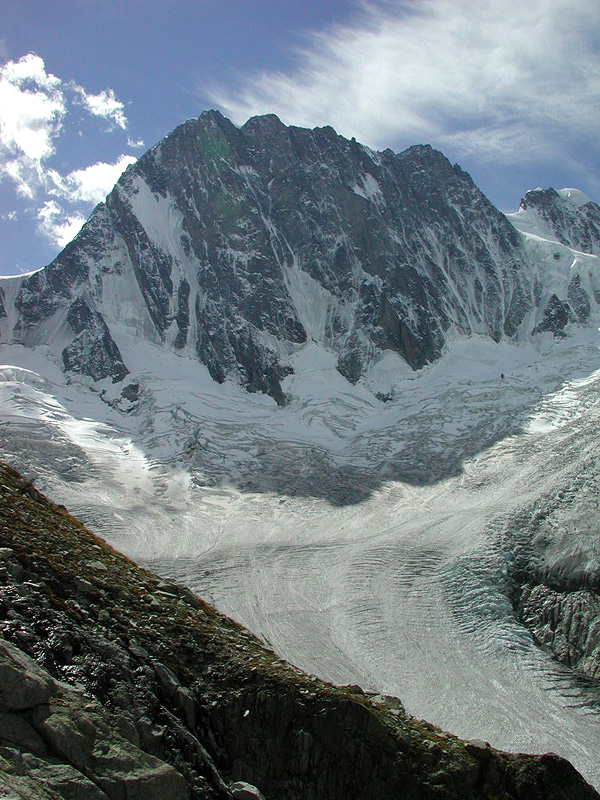
La parete nord delle Grandes Jorasses.

Il nome Jorasses deriva dal termine celtico juris, che significa foresta d'alta quota. È un termine molto diffuso nell'area alpina sotto varie forme: la più nota è Jura. È presumibile che la zona della Val Ferret, proprio ai piedi delle Grandes Jorasses, sia stata un tempo ammantata di boschi fitti; si ritiene inoltre che quella zona (come pure la Val Veny) sia stata un centro sacro celtico.

## Classificazione
Secondo la classificazione della SOIUSA le Grandes Jorasses sono un sottogruppo alpino con la seguente classificazione:
- Grande parte = Alpi Occidentali
- Grande settore = Alpi Nord-occidentali
- Sezione = Alpi Graie
- Sottosezione = Alpi del Monte Bianco
- Supergruppo = Massiccio del Monte Bianco
- Gruppo = Catena Rochefort-Grandes Jorasses-Leschaux
- Sottogruppo = Grandes Jorasses
- Codice = I/B-7.V-B.4.b

## Vette

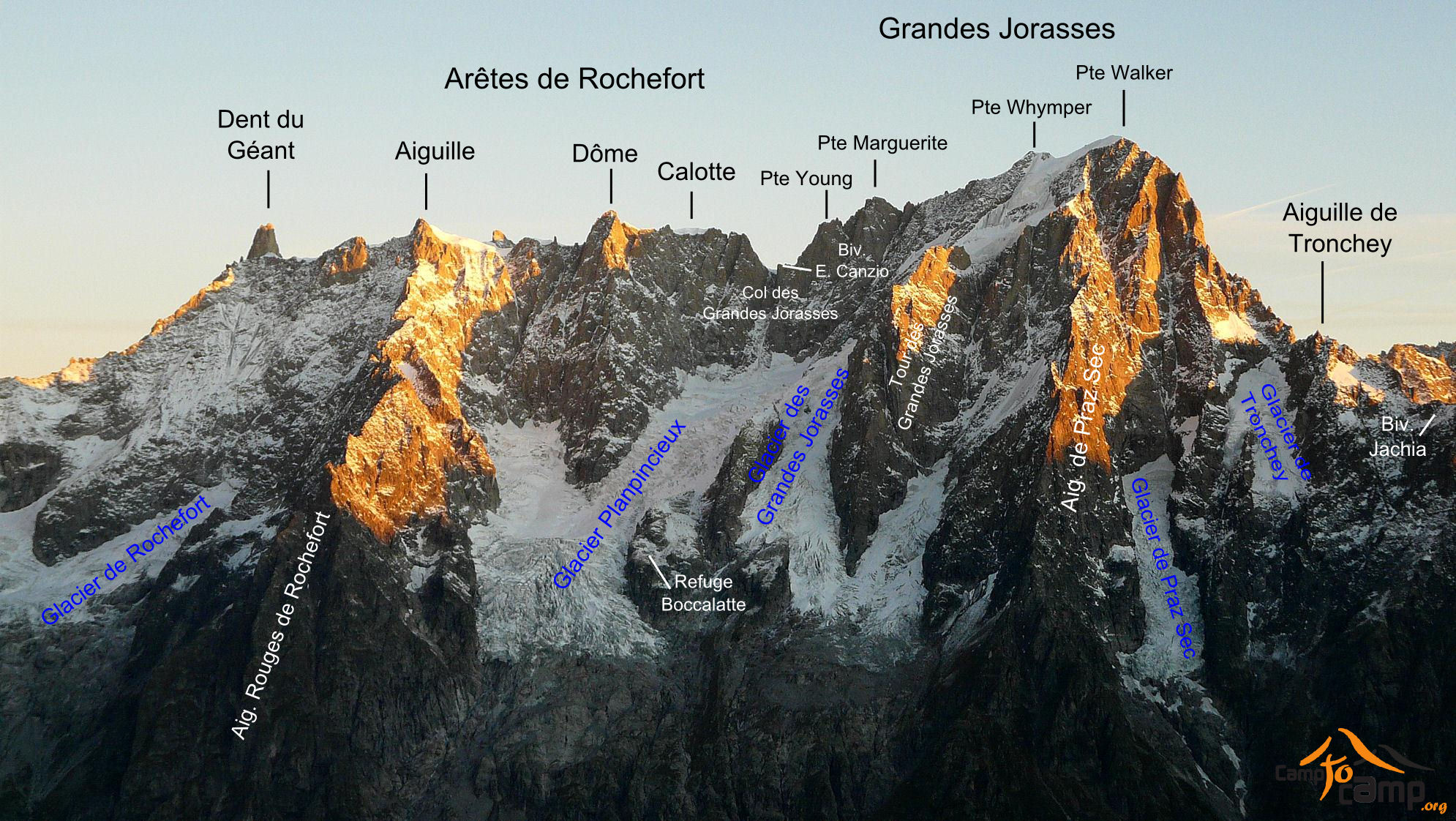
Al centro-destra il versante sud delle Grandes Jorasses, dove sale la via normale, con l'indicazione delle vette.

Sulla cresta, per la lunghezza di quasi un 1 km, si susseguono sei cime.
In ordine da ovest verso est:
- Punta Young, (3.996 m)
- Punta Margherita, (4.066 m)
- Punta Elena, (4.045 m)
- Punta Croz, (4.110 m)
- Punta Whymper, (4.184 m)
- Punta Walker, (4.208 m)

Le cinque cime superiori a 4000 metri sono tutte inserite nell'elenco degli 82 4000 delle Alpi.

## Ascensioni

### Prima ascensione

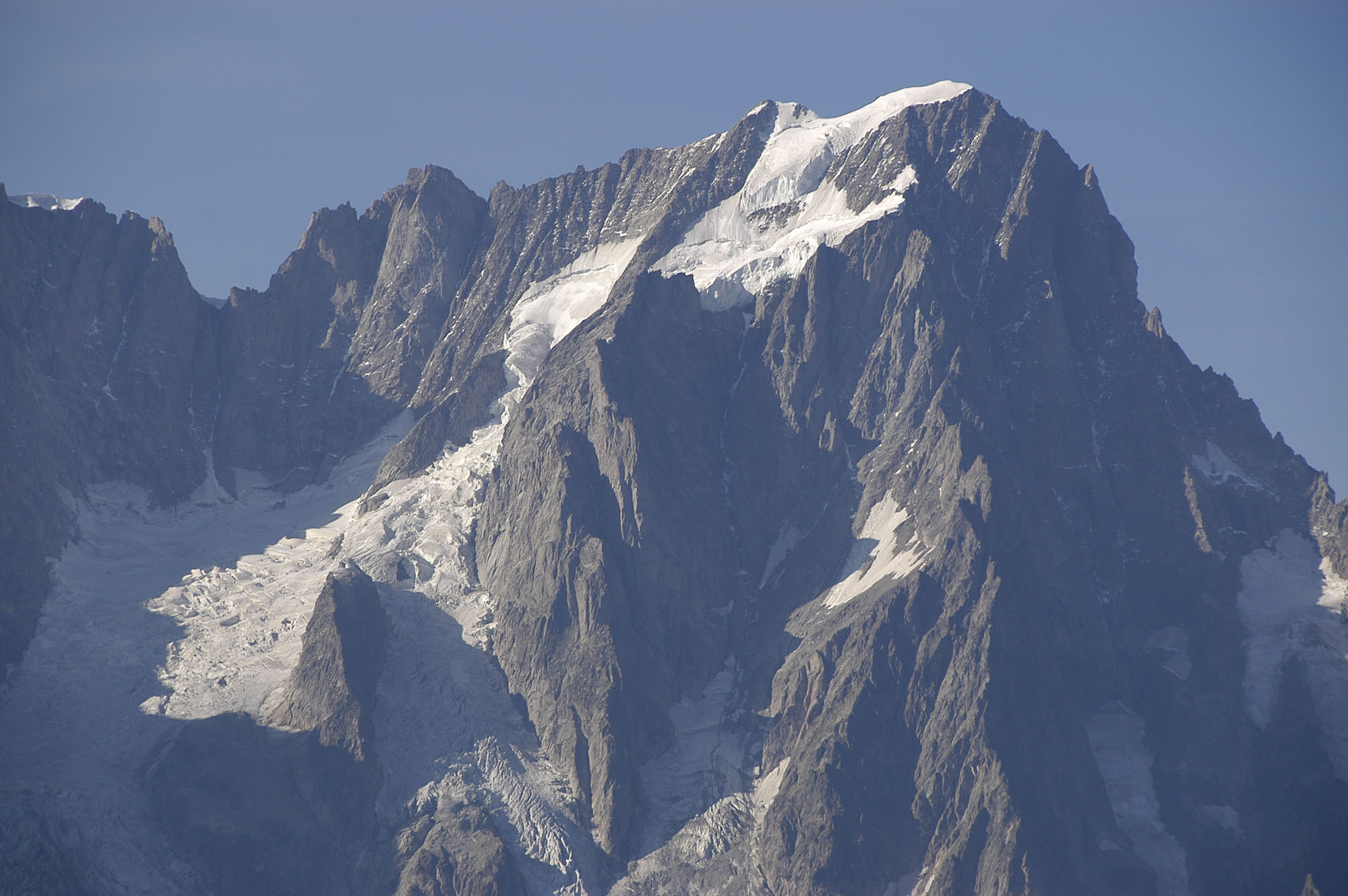
Il versante sud delle Grandes Jorasses

La prima ascensione della punta Whymper fu compiuta il 24 giugno 1865 da Edward Whymper con le guide Michel Croz, Christian Almer e Franz Biner, lungo il versante sud-ovest, l'attuale via normale.
La prima ascensione della punta Walker, la vetta più elevata, fu compiuta il 30 giugno 1868 da Horace Walker con le guide Melchior Anderegg, Johann Jaun e Julien Grange, lungo il versante sud-ovest, l'attuale via normale.
La prima ascensione della punta Margherita e della punta Elena fu compiuta nel 1898 da Luigi Amedeo di Savoia-Aosta (che le battezzò in onore, rispettivamente, della zia Margherita e della cognata Elena d'Orléans) con le guide Joseph Petigax, Laurent Croux, César Ollier e il portatore Félix Ollier.
La prima ascensione della punta Young fu realizzata il 18 giugno 1904 da Valentine J.E. Ryan con le guide Josef Lochmatter e Franz Lochmatter.

### Concatenamenti

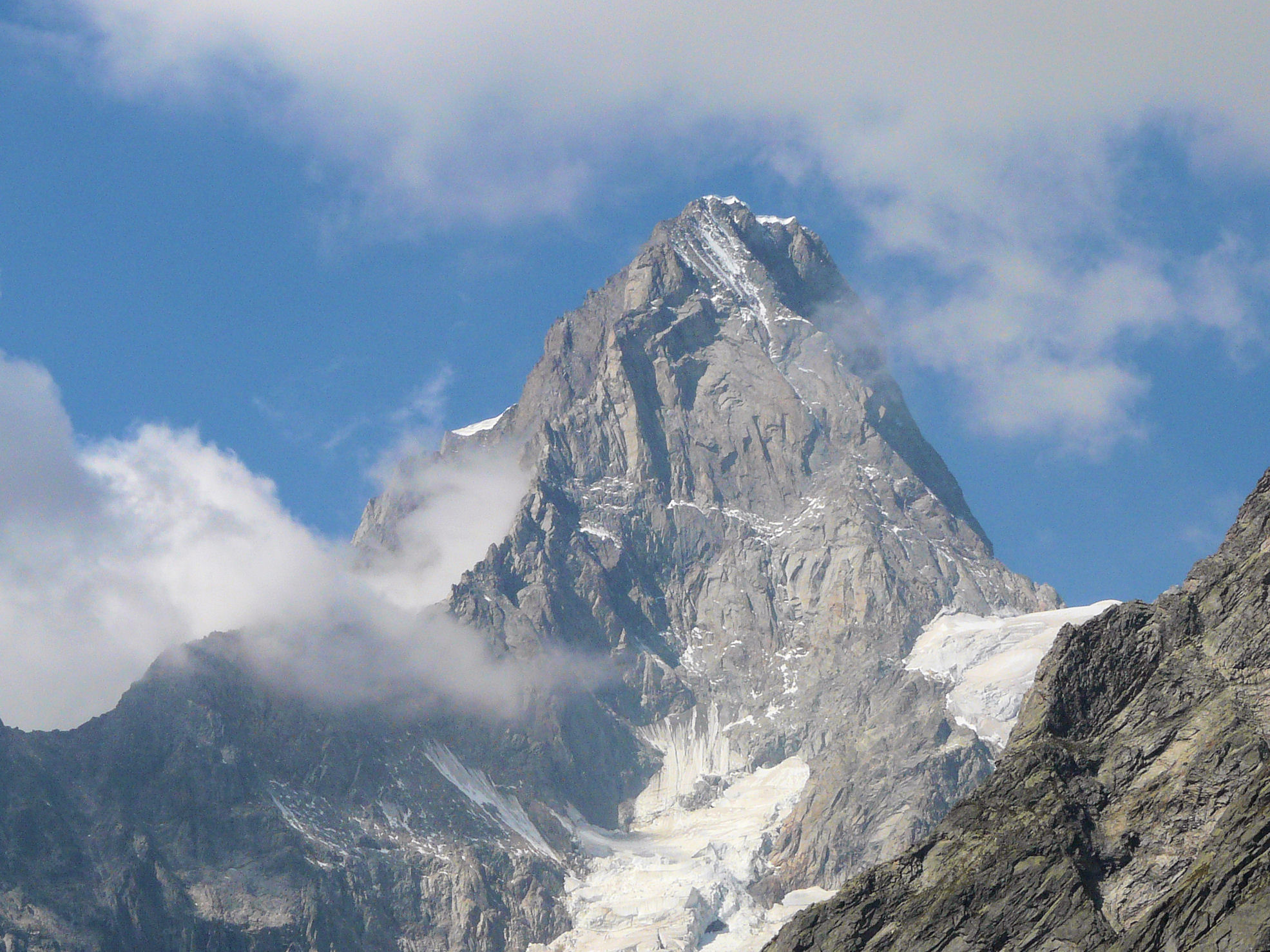
La parete est delle Grandes Jorasses, compresa tra la Cresta di Tronchey a sinistra e la Cresta des Hirondelles a destra

- Pareti nord delle Droites, dell'Aiguille de Talèfre e delle Grandes Jorasses (Linceul) - 1983 - Concatenamento di Christophe Profit in solitaria in 22 ore. Ha salito la via Cornuau-Davaille sulle Droites in circa tre ore, la nord dell'Aiguille de Talèfre in due ore, il Linceul in tre ore e mezza. Tutti gli spostamenti sono stati effettuati a piedi o con gli sci.[5]
- Diretta Americana al Petit Dru e Sperone Walker - 1985 - Concatenamento di Éric Escoffier e Daniel Lacroix.[6]
- Pareti nord dell'Aiguille Verte, delle Droites, delle Courtes e delle Grandes Jorasses - 18 marzo 1986 - Concatenamento di Jean-Marc Boivin in solitaria in 17 ore. Ha salito la Goulotte Grassi-Comino sull'Aiguille Verte, la via Cornuau-Davaille sulle Droites, la via degli Svizzeri sulle Courtes e il Linceul sulle Grandes Jorasses. Ha effettuato gli spostamenti in parapendio e deltaplano.[7]
- Diretta Americana al Petit Dru, Sperone Walker e Cresta integrale di Peuterey - agosto 1990 - Concatenamento di Alain Ghersen in 66 ore.[8][9]

### Record di salita
Il record di salita della parete nord è stato stabilito da Ueli Steck il 28 dicembre 2008, con la salita in solitaria della via Colton-Macintyre in 2 ore e 21 minuti.

## Vie alpinistiche
Nel seguente elenco alcune delle vie alpinistiche più significative.

### Via normale
La via normale alla punta Walker sale dal versante sud-ovest partendo dalla località Planpincieux e passando dal Rifugio Boccalatte. È una via normale impegnativa, valutata di grado di difficoltà AD.

### Parete nord

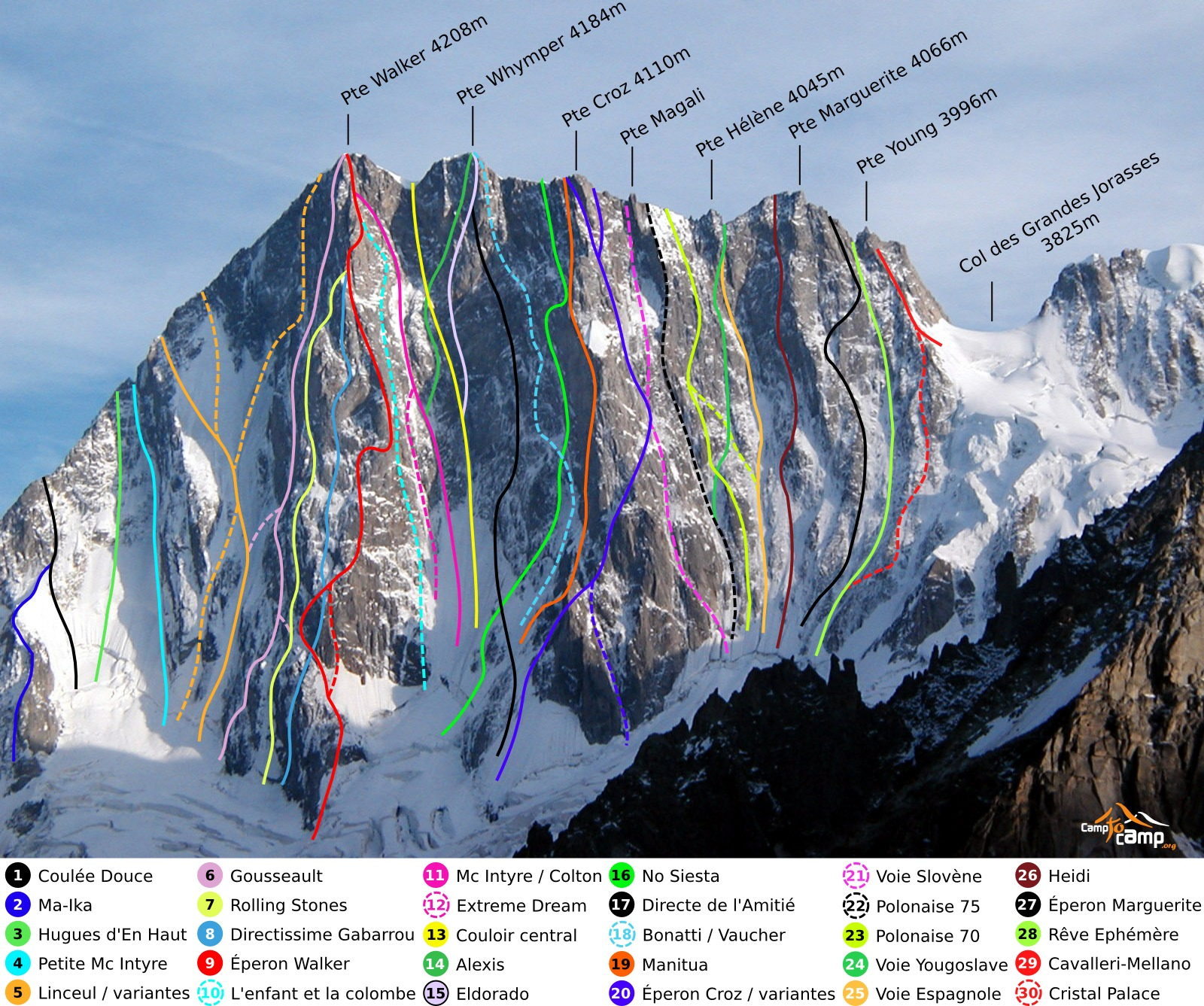
Traccia delle principali vie della parete nord.

- Sperone Croz - 28-29 giugno 1935 - Prima salita di Martin Meier e Rudolf Peters, 1100 m/5c.[12]
- Via Cassin - 4-6 agosto 1938 - Prima salita di Riccardo Cassin, Ugo Tizzoni e Gino Esposito, 1200 m III/5c-6a. Prima via sulla parete nord della punta Walker.[13]
  - 25-30 gennaio 1963 - Prima invernale di Walter Bonatti e Cosimo Zappelli
  - 8 luglio 1968 - Prima solitaria di Alessandro Gogna
  - gennaio 1993 - Prima solitaria invernale femminile di Catherine Destivelle
- Via Couzy-Desmaison - 5-6 agosto 1958 - Prima salita di Jean Couzy e René Desmaison, 850 m. Prima via sulla parete nord della punta Margherita.[14]
- Sperone NNW, punta Young - 13-14 agosto 1958 - Prima salita di Enrico Cavalieri e Andrea Mellano, 800 m. Prima via sulla parete nord della punta Young.[15]
- Via Bonatti-Vaucher - 6-9 agosto 1964 - Prima salita di Walter Bonatti e Michel Vaucher, 1100 m M5+/6. Prima via sulla parete nord della punta Whymper.[16]
- Il Linceul - 17-25 gennaio 1968 - Prima salita di René Desmaison e Robert Flematti, 750 m IV/4.[17]
- Via polacca - 24 e 25 luglio 1970 - Prima salita di Eugeniusz Chrobak, Jacek Poreba e Wojtek Wroz, 800 m V/5. Prima via sulla parete nord della punta Elena.[18]
- Colton-Macintyre - 5-6 agosto 1976 - Prima salita di Nick Colton e Alex Macintyre, 1200 m VI/6.[19]
- No Siesta - 21-23 luglio 1986 - Prima salita di Stanislav Glejdura e Jan Porvaznik, 1200 m VI/6, 6a e A1.[16]

### Parete est
- Cresta des Hirondelles - 11 agosto 1911 - Humphrey Owen Jones e Geoffrey Winthrop Young con le guide Josef Knubel e Laurent Croux in discesa. La prima salita è stata invece compiuta il 10 agosto 1927 da Gustavo Gaja, Francesco Ravelli, Guido Alberto Rivetti, Sergio Matteoda, Adolphe Rey e Alphonse Chenoz. La cresta inizia dal Col des Hirondelles e per poi salire all'estremità destra della parete est. Difficoltà: 700 m III/5c A1[20]
- Cresta di Tronchey - 22-23 agosto 1936 - Prima salita del Conte Giovanni Battista Gilberti, detto Titta, ed Eliseo Croux. La cresta delimita a sinistra la parete est. Difficoltà: 950 m/TD-.[21]
- Via Gervasutti - 16-17 agosto 1942 - Prima salita di Giusto Gervasutti e Giuseppe Gagliardone, 550 m/ED.[22]
  - agosto 1980 - Prima solitaria di Marco Bernardi.[23]
  - marzo 1985 - Prima solitaria invernale di Renato Casarotto lungo la via Gervasutti.

### Versante sud
- Ypercouloir Grassi-Comino - 20 agosto 1978 - Prima salita di Gian Carlo Grassi e Gianni Comino, 500 m IV/5+.[24]
- Direttissima Gianni Comino Memorial Route o Phantom Direct - 19 giugno 1985 - Prima salita di Gian Carlo Grassi, Renzo Luzi e Mauro Rossi, 1100 m VI/5, la via è rimasta irripetuta per 25 anni fino al 2010.[25][26]

## Discese in sci

### Versante sud
- 10 aprile 1971 - Prima discesa con gli sci di Sylvain Saudan per la via normale.[11]

## Storia della parete nord

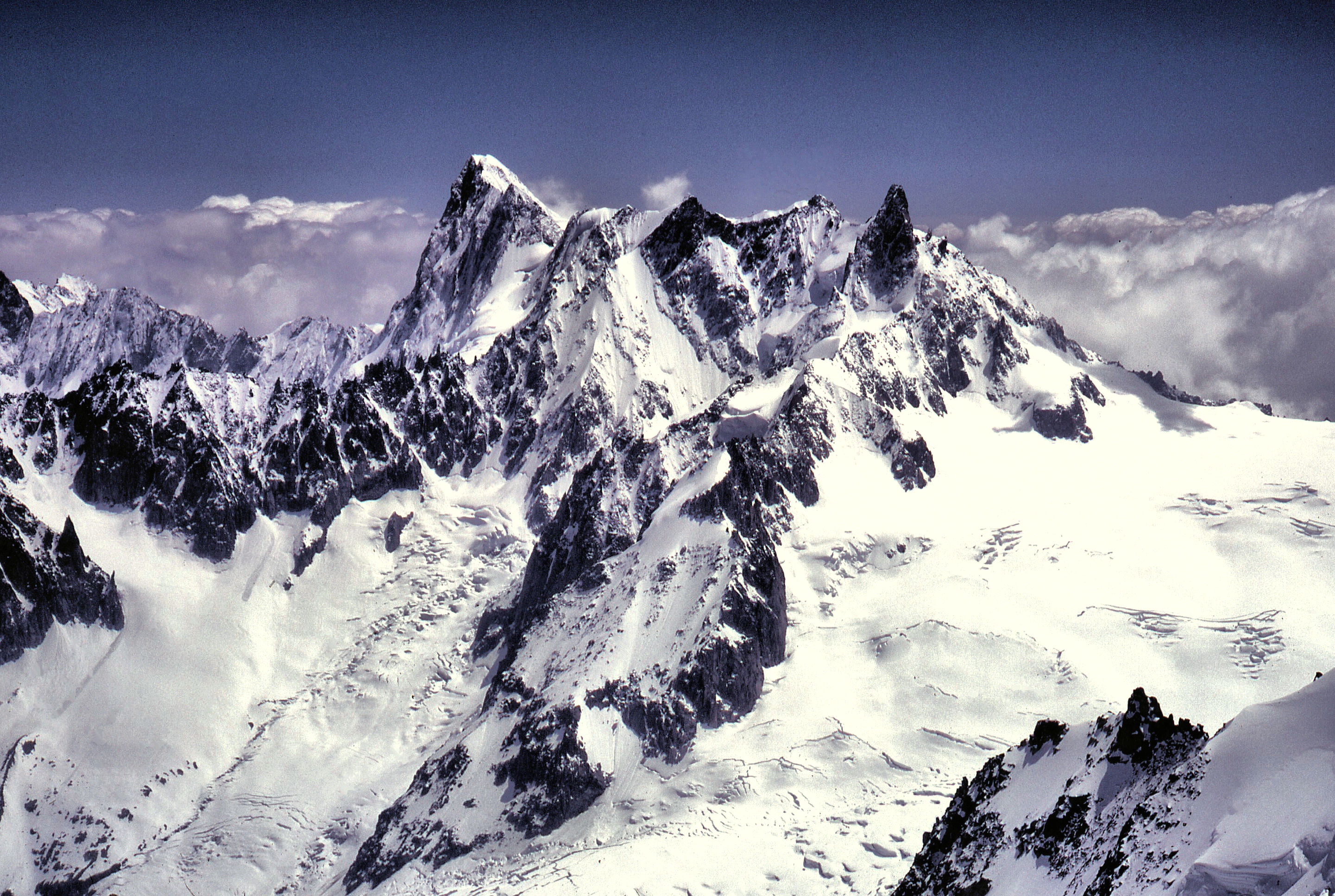
Il Gruppo delle Grandes Jorasses visto da La Vallée Blanche. In primo piano il Dente del Gigante.

L'ascensione della parete Nord fu considerato uno dei "grandi problemi delle Alpi" fino al 1935.
Dopo una rude competizione tra alpinisti di diversi paesi, la parete Nord fu conquistata la prima volta passando per lo sperone Croz, da Martin Meier e Rudolf Peters, il 28 e il 29 giugno 1935. Il loro itinerario, famoso all'epoca, è oggi raramente ripetuto, in parte per la sua pericolosità, in parte perché lo sperone è di rado nelle condizioni di secca che permisero ai primi salitori di completarne l'ascensione. Le difficoltà di questa via sono di IV e V grado su roccia con un passo di VI grado sopra il nevaio mediano. Attacca nel centro della parete nord per poi spostarsi verso ovest seguendo un colatoio e roccette che porta alla sommità della seconda grande torre, da dove bisogna proseguire direttamente al centro del grande sperone cercandone i punti più deboli fino alla cima della Punta Croz.
La Punta Walker, la più alta del gruppo, fu raggiunta da nord tre anni più tardi (4-6 agosto 1938) da tre alpinisti italiani: Riccardo Cassin, Luigi Esposito e Ugo Tizzoni. Questo itinerario resta il più celebre ed anche quello preferito dagli alpinisti in quanto è oggi uno dei più famosi e ripetuti della zona, conosciuto in tutto il mondo. Esso sale nei pressi del filo del lungo sperone Walker (1200 m) con difficoltà di gradi IV, V, un passo di VI+ (diedro Allain) ed alcuni passaggi in A0. La scalata dello sperone è una delle grandi vie delle Alpi, esposta nella parte finale alla caduta di sassi, ed è una delle più grandi realizzazioni del periodo tra le due guerre, insieme alla parete dell'Eiger scalata nello stesso anno.

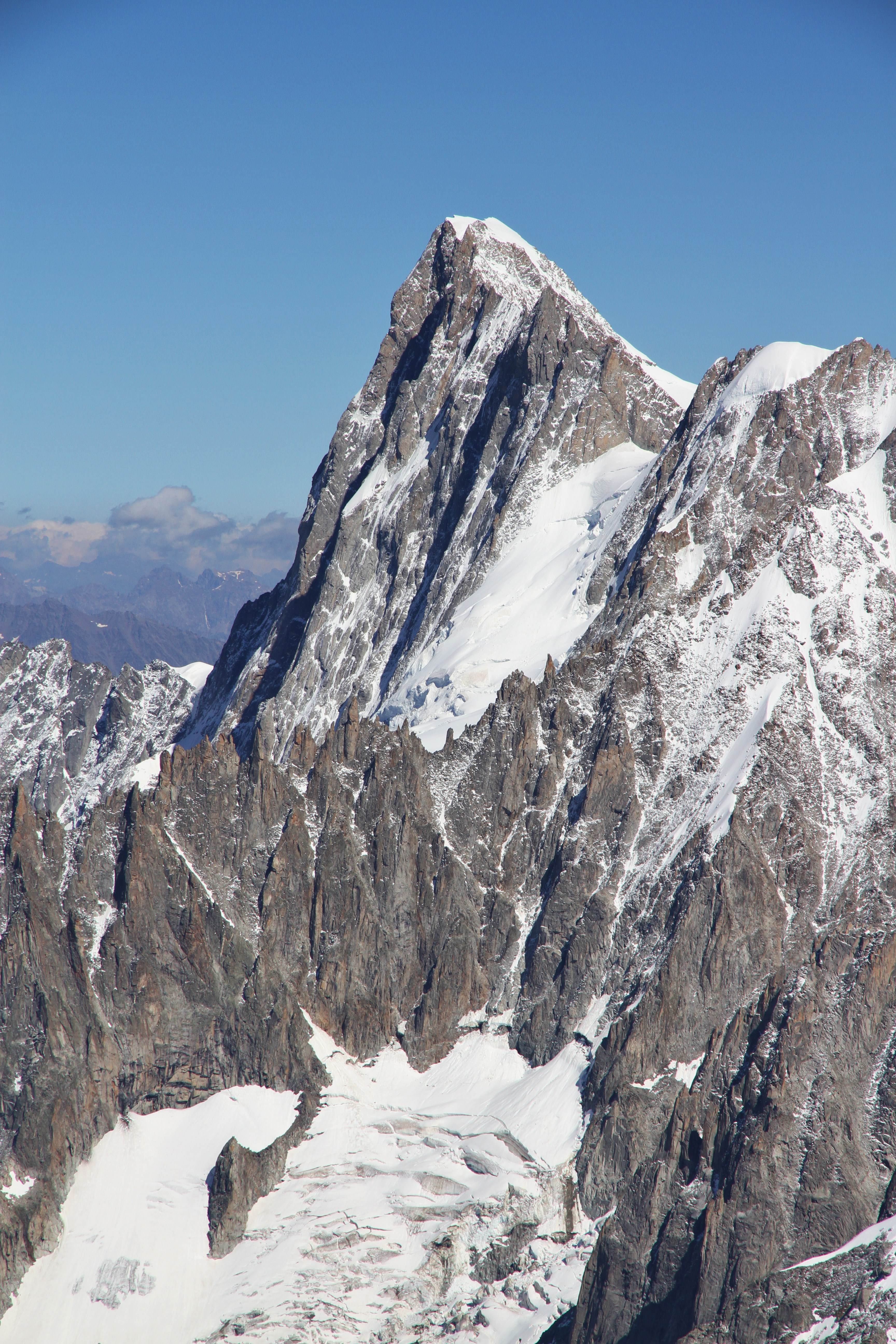
Le Grandes Jorasses viste da ovest

Dopo l'ascensione delle punte Walker e Croz gli alpinisti si interessarono alla conquista delle altre punte della parete nord:
- la punta Margherita fu raggiunta nel 1958 da René Desmaison e Jean Couzy. Via temuta su terreno misto roccia e ghiaccio, dislivello di 800 m, passaggi di gradi VI e A1 con ghiaccio a 60°. Irripetuta per molti anni è stata riscoperta solo di recente.
- la punta Young fu ascesa nel 1958 da Cavalieri e Mellano che superarono difficoltà di gradi VI e A1 con pendii fino a 70°, nonostante il loro obiettivo iniziale fosse lo sperone della Punta Elena. Nello stesso anno anche una cordata polacca salì questa via incontrando le medesime difficoltà.
- la punta Whymper venne salita nel 1964 da Walter Bonatti e Michel Vaucher tramite lo sperone che rivolge verso il gran canalone nord. Questa ascesa era già stata tentata negli anni trenta da Leo Rittler ed Hans Brehm che precipitarono dalla parete e furono trovati sul ghiacciaio sottostante a circa 500 m dal punto di caduta. La via di Bonatti e Vaucher è una linea molto diretta ed estremamente pericolosa, espostissima alle cadute di pietre e ghiaccio e con difficoltà di gradi VI, VI+ e A1, con tratti ghiacciati ad 85°.
- la punta Elena fu raggiunta il 24 e 25 luglio 1970 dai polacchi Eugeniusz Chrobak, Jacek Poreba e Wojtek Wroz. Questa via sale stando a destra della verticale della cima, su terreno con difficoltà di VI grado e roccia generalmente friabile, esposta alle cadute di pietre e ghiaccio. Una seconda via venne aperta nel 1975 ancora da una cordata polacca della quale faceva parte Jerzy Kukuczka.

La fama della parete Nord attira ancora oggi tanti rocciatori e alpinisti, contando su numerose vie di ascensione (circa 20, sia su roccia che su ghiaccio) praticabili in tutte le stagioni.

## Rifugi
- Rifugio Boccalatte - 2.803 m

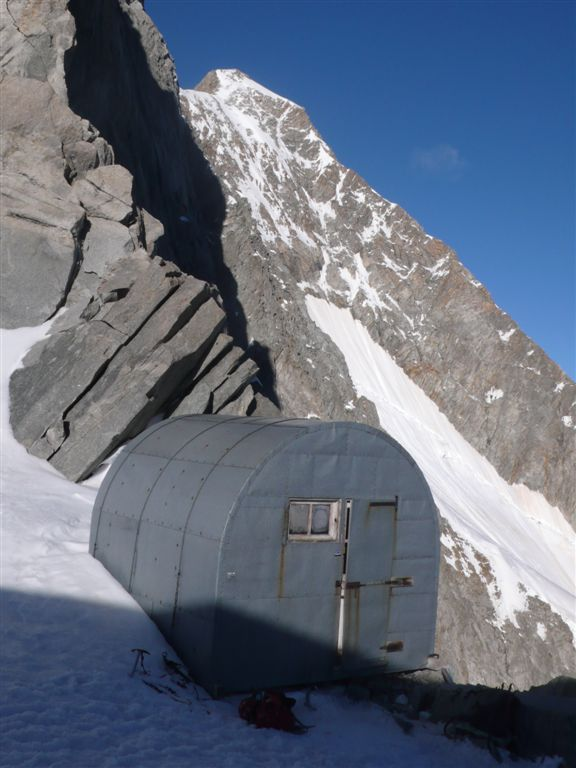
Bivacco Ettore Canzio

- Bivacco Ettore Canzio - 3.825 m
- Bivacco Giusto Gervasutti al Fréboudze - 2.833 m
- Bivacco Mario Jachia - 3.250 m
- Rifugio di Leschaux - 2.450 m

## Galleria d'immagini

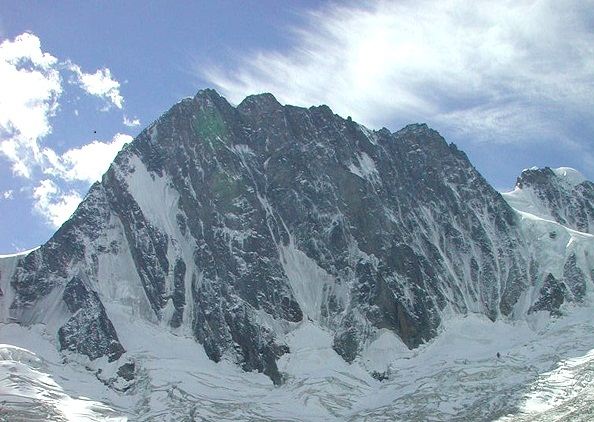
La parete nord delle Grandes Jorasses
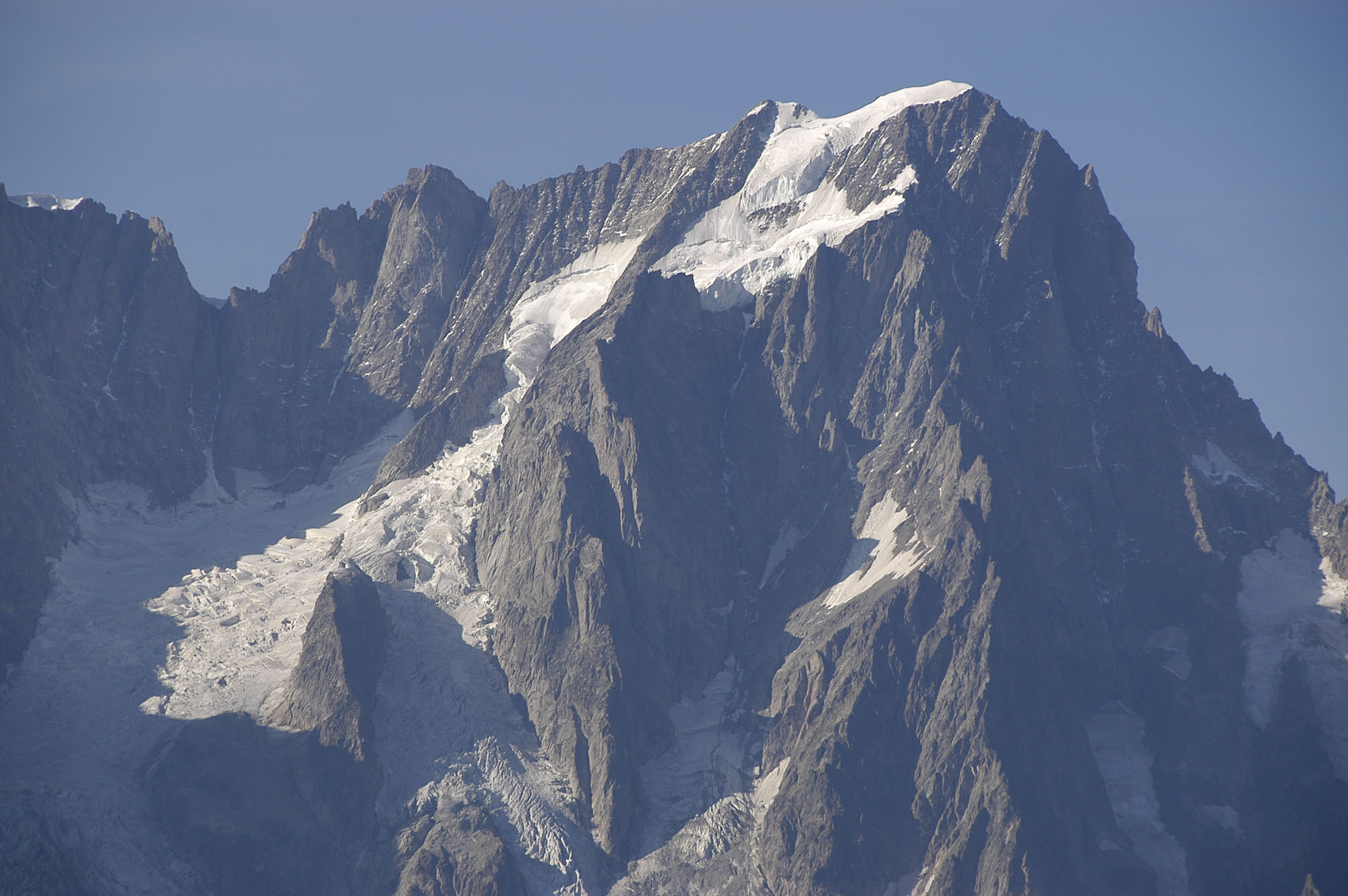
Il versante sud delle Grandes Jorasses
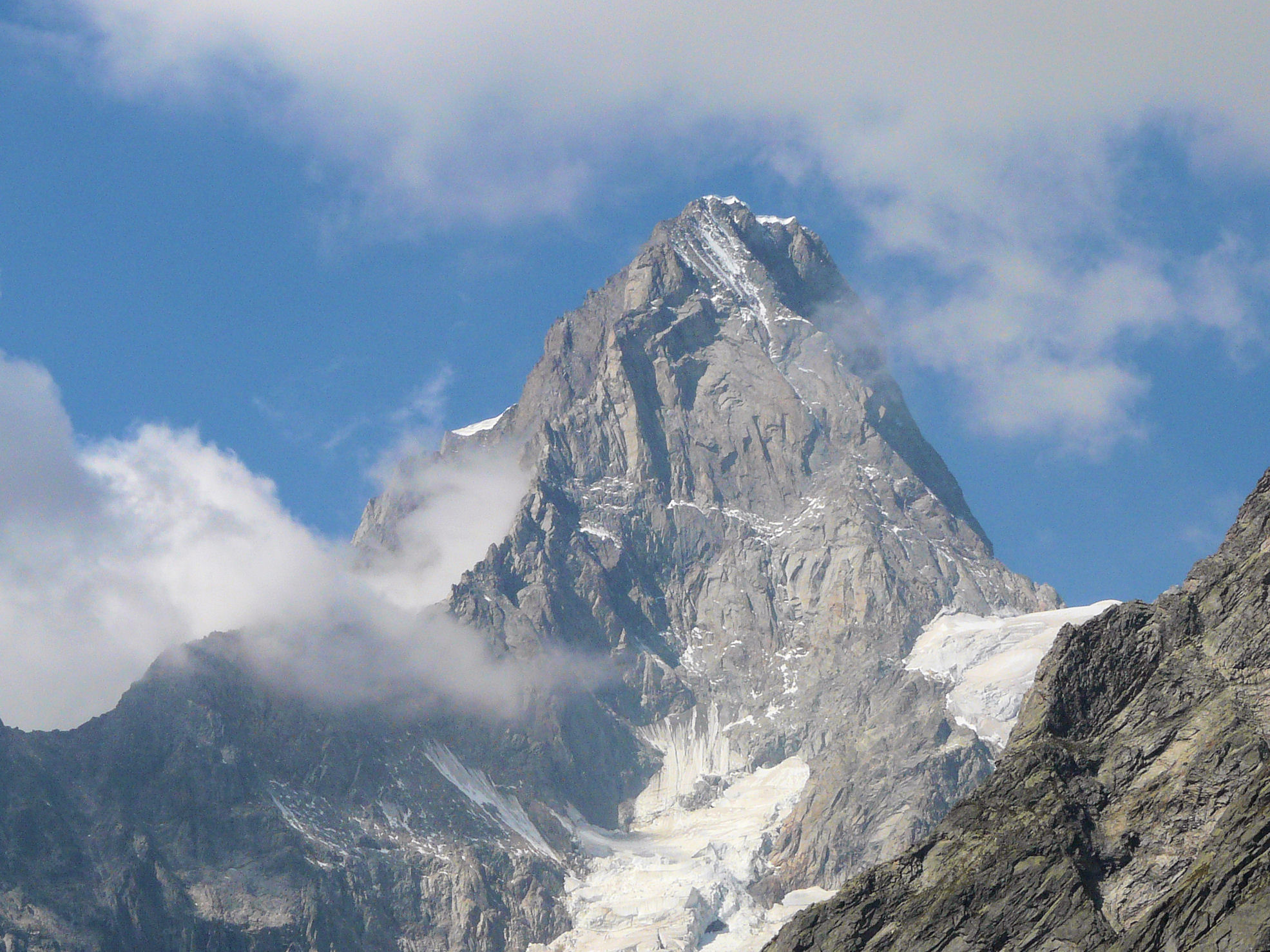
La parete est delle Grandes Jorasses, compresa tra la Cresta di Tronchey a sinistra e la Cresta des Hirondelles a destra.
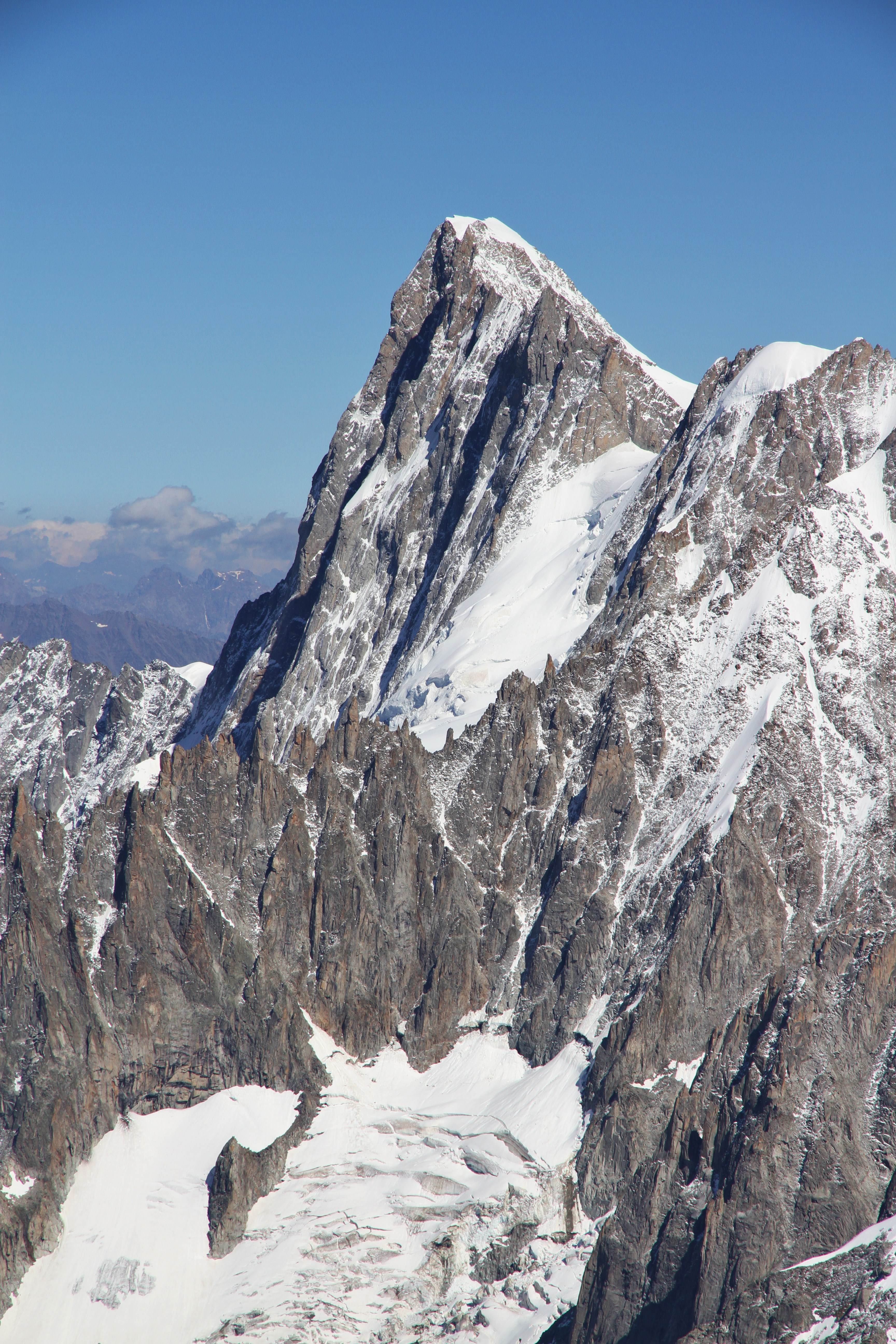
Le Grandes Jorasses viste da ovest